# Long Tall Sally (EP)
Long Tall Sally je páté oficiální EP rockové skupiny The Beatles vydané ve Spojeném království. Vydáno bylo vydavatelstvím Parlophone v roce 1964 a bylo prvním britským EP této skupiny, které neobsahovalo písně předtím vydané na albech nebo singlech. Ze čtyř obsažených písní se ve třech případech jedná o cover verze.

## Seznam skladeb
| Strana 1 | Strana 1         | Strana 1                                             | Strana 1  | Strana 1 |
| Pořadí   | Název            | Autor                                                | Zpěv      | Délka    |
| -------- | ---------------- | ---------------------------------------------------- | --------- | -------- |
| 1.       | Long Tall Sally  | Enotris Johnson, Richard Penniman a Robert Blackwell | McCartney | 2:03     |
| 2.       | I Call Your Name | Lennon/McCartney                                     | Lennon    | 2:09     |

| Strana 2       | Strana 2       | Strana 2       | Strana 2       | Strana 2 |
| Pořadí         | Název          | Autor          | Zpěv           | Délka    |
| -------------- | -------------- | -------------- | -------------- | -------- |
| 1.             | Slow Down      | Larry Williams | Lennon         | 2:56     |
| 2.             | Matchbox       | Carl Perkins   | Starr          | 1:58     |
| Celková délka: | Celková délka: | Celková délka: | Celková délka: | 9:06     |